# Nyctibatrachus major
Nyctibatrachus major é uma espécie de anfíbio da família Ranidae.
É endémica de lugares com altitudes de 110–920 m, em Malabar e Wynaad, Kerala e Anamali Conservation Area, Tamil Nadu, 
Índia.
Os seus habitats naturais são: florestas subtropicais ou tropicais húmidas de baixa altitude, regiões subtropicais ou tropicais húmidas de alta altitude e rios.
Está ameaçada por perda de habitat.